# Darantasia cuneiplena
Darantasia cuneiplena är en fjärilsart som beskrevs av Walker 1859. Darantasia cuneiplena ingår i släktet Darantasia och familjen björnspinnare. Inga underarter finns listade i Catalogue of Life.